# Puig Rodon (Fontpedrosa)
|  | No s'ha de confondre amb Puig Rodó (Fontpedrosa). |

El Puig Rodon és una muntanya de 2.674,2 metres d'alçada situada en un contrafort nord de l'eix de la serralada principal dels Pirineus, en el terme comunal de Fontpedrosa, de la comarca del Conflent, a la Catalunya del Nord.
Està situat al nord-est del centre de la part meridional de la comuna de Fontpedrosa, a la carena que separa les valls de la Riberola, al nord-oest, i del Torrent de Carançà, al sud-est. És al nord-est del Piló de la Xemeneia i al sud-oest de la Serra de les Torres.